# Spectrométrie de masse à décharge luminescente
La spectrométrie de masse à décharge luminescente, en anglais Glow Discharge Mass Spectrometry (GDMS), est une technique analytique qualitative et quantitative utilisée en routine pour l’analyse élémentaire et l’analyse en volume dans des matrices solides isolantes ou conductrices. Depuis environ vingt-cinq ans, la GDMS est une technique de référence dans l’industrie pour l’analyse des éléments présents à l’état de traces et ultratraces dans les matériaux ultrapurs, les métaux, les alliages et les semi-conducteurs. D’après Tabarant, « les processus physiques inhérents à la décharge luminescente, pulvérisation cathodique et transfert d’énergie, sont à l’origine de l’atomisation de l’échantillon ainsi que de l’excitation et de l’ionisation des atomes ». Cette source d’ionisation douce peut être associée aux différents types de spectromètres de masse, tels le quadripôle, le secteur magnétique, le temps de vol ou la trappe ionique, et à différents types de détecteurs, permettant ainsi une meilleure adaptation à la nature d’analyse effectuée. Une telle flexibilité au niveau du montage a conduit vers l’élargissement significatif du domaine d’utilisation de la GDMS en permettant l’analyse isotopique de surface et en profondeur des éléments pour la caractérisation des revêtements galvanisés, l’analyse d’échantillons liquides et gazeux (spéciation), ainsi que l’analyse d’échantillons radioactifs.

## Principe de base de la technique
La décharge luminescente se produit lorsqu’une différence de potentiel d’environ 1 kV est appliquée entre deux électrodes placées dans une enceinte sous pression réduite d’argon (0,1 à 10 mbar). L’application de ce champ électrique provoque l’ionisation des atomes d’argon et forme un plasma ; « le terme luminescent provient de l’émission de radiation lors de la désexcitation de ces atomes ». Le bombardement de la cathode par les ions d’argon provoque la pulvérisation cathodique de l’échantillon, éjection d’électrons secondaires et d’atomes consécutifs, c'est-à-dire l’érosion progressive de l’échantillon. Les ions demeurant dans l’espace sombre cathodique peuvent se redéposer par collisions à la surface de la cathode, tandis que ceux progressant vers la zone de lumière négative sont excités et ionisés par deux processus dominants de transfert d’énergie :
- le premier étant l’impact électronique, correspond à des collisions entre les atomes éjectés et les électrons présents dans la lueur négative, ayant des énergies différentes selon leur provenance ;
- le second grand processus d’ionisation est l’ionisation de Penning, basée sur l’existence des atomes d’argon métastables (Arm) issus des collisions d’atomes d’argon avec les électrons de faible énergie.

Les énergies des Arm, étant de l’ordre de 11,5 à 11,7 eV, sont supérieures au potentiel de première ionisation, mais inférieures au potentiel de deuxième ionisation, produisant ainsi les espèces monoioniques qui sont extraites vers le spectromètre de masse.

## Montage et mode de fonctionnement
En général, pour une géométrie donnée, trois paramètres contrôlent le fonctionnement de la décharge, soit le courant, la tension et la pression, deux desquels sont imposés et maintenus constants. De plus, le montage de GDMS dépend énormément du mode de fonctionnement dans lequel il serait utilisé, ainsi que la nature de l’échantillon analysé.

### Décharge luminescente continue (DC)
Application d’une différence de potentiel constante est principalement utilisée pour l’analyse directe des solides conducteurs et semi-conducteurs où l’échantillon devient la cathode.

### Décharge luminescente à radiofréquence (RF)
Application d’une tension alternative résulte dans la création d’une tension d’autopolarisation, nécessaire pour l’analyse des échantillons isolants qui normalement éteignent la décharge luminescente.

### Décharge luminescente pulsée (PL)
Application d’une tension sous forme d’impulsions discrètes ayant une durée de μs à ms, offrant la possibilité de travailler en résolution temporelle, adaptée à l’analyse de surface et à l’étude de la composition élémentaire des « couches minces » et des matériaux « fragiles ».
Un montage typique en GDMS est composé d’une des trois sources à décharge luminescente présentée dans le tableau 1, suivi d’un ou plusieurs séparateurs de masse tels le quadripôle (Q), le secteur magnétique, le temps de vol (TOF) et la trappe ionique, pouvant être enchainés en série pour de plus amples résultats. Trois types de détecteurs sont utilisés en GDMS, mais le plus courant est la cage de Faraday qui permet de mesurer les courants ioniques élevés (>10−15 A), correspondant aux éléments majeurs. Un détecteur Daly (en) ou un multiplicateur d’électrons secondaires accompagne souvent celui de Faraday pour la quantification de très faibles courants ioniques (environ 10−19 A), correspondants aux éléments présents en traces et ultratraces.

#### Tableau 1: Sources principales de décharge luminescente utilisées en GDMS
| Type de source       | Description | Tension (V) | Courant (mA) | Pression (mbar) | Taux de pulv. (μg/s) |
| -------------------- | --- | ----------- | ------------ | --------------- | -------------------- |
| Cathode creuse       | La pulvérisation est concentrée dans la cavité de la cathode creuse, entrainant des densités d’atomes élevées, résultats d’une ionisation plus efficace dans la lueur négative.                                      | 200 à 500   | 200          | 0,5 à 5         | 1 à 2                |
| Échantillon bâtonnet | Les échantillons sont préalablement mis sous forme d’électrodes de 10 à 20 mm de longueur, de 1 à 3 mm de diamètre qui est inséré au centre de l’anode. Cette lampe fonctionne à travers un diaphragme d’extraction. | 500 à 2 000 | 1 à 10       | 0,5 à 5         | 0,1 à 1              |
| Échantillon plan     | Cette source reprend la géométrie de « Grimm », généralement utilisée en SDL, et permet l’analyse en volume, l’analyse résolue en profondeur.                                                                        | 500 à 2 000 | 1 à 10       | 0,5 à 5         | 0,1 à 1              |

## Caractéristiques analytiques
Une interférence dite « isobarique » est propre à toutes les techniques de spectrométrie de masse, provenant de la présence d’ions polyatomiques, d’ions polychargés et des impuretés dans le gaz. De ce fait, un système de purification d’argon est nécessaire pour la réalisation d’un spectre de masse à haute résolution. La répétabilité et la reproductibilité sont exprimées par l’écart type relatif sur les mesures d’intensités et dépendent de l’homogénéité de l’échantillon et de la concentration des analytes mesurés. En GDMS, pour un matériau homogène, la répétabilité de mesure est d’environ 1 à 2 %, tandis que la sensibilité de mesure dépend de l’instrumentation et des conditions opératoires. La pulvérisation et l’ionisation étant indépendantes dans le temps et dans l’espace, elles offrent comme avantage important à la méthode analytique GDMS d’être peu affectée par les effets de matrice, un aspect capital pour la justesse de l’analyse en phase solide. Les pressions utilisées en RF sont de l’ordre de 0,1 mbar par rapport à 1 mbar en DC, contribuant à une stabilisation plus rapide du plasma d’argon. Toutefois, la luminescente pulsée donne une pulvérisation plus efficace, meilleure excitation et ionisation, et, par conséquent une meilleure sensibilité analytique.

## Applications
Le domaine d’application de la GDMS est en cours d’expansion. En plus de la possibilité d’analyse en volume, d’analyse élémentaire et isotopique, d’analyse en surface et en profondeur des éléments isolants, conducteurs ou semi-conducteurs, la GDMS peut être appliquée à l’analyse des échantillons radioactifs, des échantillons liquides et gazeux. Comparativement à la spectrométrie de masse à source à plasma à couplage inductif et multicollection (ICP-MS MC) qui nécessite une mise en solution relativement complexe et pas toujours possible de l’échantillon, la GDMS est une technique bien adaptée à l’analyse directe sur solide, en particulier grâce à la très grande stabilité de sa source d’ionisation. Même si ses résultats n’excèdent pas les performances de la spectrométrie de masse à thermo-ionisation (en) (TIMS), le gain en temps de préparation d’échantillon avantage la GDMS dans les domaines nucléaire et environnemental.